# Виске
Виске (итал. Vische) — коммуна в Италии, располагается в регионе Пьемонт, в провинции Турин.
Население составляет 1413 человека (2008 г.), плотность населения составляет 88 чел./км². Занимает площадь 16 км². Почтовый индекс — 10030. Телефонный код — 011.
Покровителем коммуны почитается святой Варфоломей, празднование 24 августа.

## Демография
Динамика населения:

## Администрация коммуны
- Официальный сайт: http://www.comune.vische.to.it/